# Lejesoldat
En lejesoldat er en betegnelse for en soldat der gør fremmed tjeneste mod betaling.

## Definitioner og opfattelser
Det internationale samfund anvender definitionen i den humanitære folkeret:
Lejesoldater betragtes ikke som lovlige kombattanter ifølge den humanitære folkeret.
Definitionen på en lejesoldat er ganske snæver: En person, der ikke er statsborger eller bosiddende i den pågældende stat, og som er hyret med henblik på at deltage i den pågældende krig og rent faktisk tager del i kamphandlingerne. Han må ikke normalt indgå i statens hærstyrker og ikke være udsendt til tjenstlige opgaver af en anden stat. Og vigtigst af alt, skal han være motiveret til at deltage i kamphandlingerne for personlig vinding og rent faktisk betales mere end en person af lignende rang og funktion i den stridende parts hær, som han indgår i.
Machiavelli beskrev i sit værk Fyrsten lejesoldater på en mere farverig og mindre objektiv måde:
Lejesoldater [...] er ubrugelige og farlige, og såfremt en statsleder opretholder sin position på baggrund af disse soldater, vil han hverken stå sikkert eller fast, for de er splittede, grådige, uden disciplin og tro; tapre blandt venner, men feje blandt fjender; de frygter ikke gud og har ingen tro på menneskeheden.
Den gængse opfattelse er at lejesoldaten simpelthen er en soldat der gør tjeneste i en andet lands hær eller en privat hær mod betaling; som oftest tillægges vedkommende en række negative konnotationer, svarende til Machiavellis opfattelse af lejesoldater, selv om begrebet alene omfatter soldater der alene er bundet af den løn de modtager, og af ingen andre forpligtelser (juridiske eller religiøse).

## Historien
Lejesoldater – opfattet som væbnede deltager i konflikter og krig –  kan spores helt tilbage til det gamle Egypten, hvor Ramses 2. i slaget ved Kadesh brugte et korps af medjai-soldater, der var lejet i den ægyptiske hær, primært som opklaring og let infanteri. Der blev etableret andre udlandske enheder, hvor den egyptiske hær lejede både større samlede enheder og individer fra især områderne dækket af det nuværende Libyen og Syrien.. Både i Romerriget, vikingetidens væringer og især op gennem middelalderen var anvendelsen af lejesoldater udbredt. Især i det 15. og 16. århundrede anvendes betegnelsen landsknægt (fra tysk Landsknecht) om tyske lejesoldater der tjener som fodfolk i en hær. Storfyrster og konger måtte ofte forlade sig på lejede soldater – både samlede enheder og individer – fra adelen; i Danmark havde kongen f.eks. ingen hær før 1614, og var inden nødt til at forlade sig på soldater fra adelen, som til tider tog sig godt betalt. Det danske ord soldat har således også sin etymologiske oprindelse i ordet sold, der via plattysk og middelalderfransk stammer fra det latinske solidus: en mønt der brugtes som løn/betaling: en soldat var dermed en "betalt" person (fra det italienske verbum soldare, perfektum participium soldato).  Gennem især 1600 og 1700 tallet i Europa fremstilles lejesoldater ofte som terrorister, f.eks. i 18 tegninger af Jacques Callot fra Trediveårskrigen, der hed Les Misères de la Guerre (Krigens Elendigheder). Det havde blandt andet årsag i manglende aflønninger af lejesoldater, hvorfor mange lejesoldater tyede til plyndringer for at overleve.. Med plyndringerne fulgte andre former for manglende disciplin; især mord og voldtægt var ofte en konsekvens af høje koncentrationer af lejesoldater. Den manglende disciplin og loyalitet blev et stigende problem, og efter den franske revolution og Napoleonskrigene blev de i stor udstrækning erstattet af hære med værnepligtige soldater.